# 埼玉アストライア
埼玉アストライア（SAITAMA Astraia）は、日本女子プロ野球機構（JWBL）に所属していたプロ野球チーム。
2013年から2014年まで『イースト・アストライア』、
2015年から2021年まで『埼玉アストライア』として活動していた。
獲得したタイトルは、計4回（女子野球ジャパンカップ優勝2回・女子プロ野球年間優勝2回）である。

## 概要
- JWBL（2012年まではGPBL）は2010年の設立以来関西地方に拠点を置いて活動しており、2012年は京都アストドリームス、兵庫スイングスマイリーズ、大阪ブレイビーハニーズの3チームが所属していたが、2013年から本格的に東日本地域に進出することになり、それに合わせて前年の3チームを東日本・西日本各2チームの計4チームに再編成した。

- イースト・アストライア以外の3チームは2012年までの3チームの継承球団であるとの位置付けがされたが（ウエスト・フローラ：京都、サウス・ディオーネ：兵庫、ノース・レイア：大阪）、アストライアは完全に新規のチームとして扱われることになった[1]。

- 2014年まではホームタウンを「東日本全域」としたが、2015年からリーグの方針である地域密着型経営を行うにあたり、さいたま市を本拠地として、「埼玉アストライア」とすることになった。[2]

- 2020年より女子プロ野球の資金難のため、埼玉アストライアのチーム名はそのままで、本拠地を京都市にすることが発表された。[3]

## 歴史

### 2013年-2014年（イースト・アストライア）

#### 2013年
- アストライアの初代監督は西武ライオンズなどで活躍した片平晋作が就任。
- 旧京都の5選手、旧兵庫の3選手、旧大阪の1選手、ルーキー5選手の計14選手が創設メンバーとなった。
- 4チームではルーキーの人数が最も多かったが、IBAF女子ワールドカップに4回出場した中島梨紗と中野菜摘などプロ入り前の経験が豊富な選手が多かった。特に中島はリーグ初年度を除けば最高齢記録となる、26歳でのプロ入りとなった。
- 兵庫で主将や兼任コーチを務めた川保麻弥が選手兼任コーチに就任。
- 京都で首位打者を2度獲得するなど打の中心として活躍してきた川端友紀が初代主将に就いた。
- 3月12日にはレイア監督に杉山賢人が就任したことに伴い、当初レイアの監督を務める予定だった古川修平がコーチとしてアストライアに移籍している[4]。

- 前年最多奪三振と新人王の2冠を獲得した大田秀奈美、前年は打線の援護に恵まれず3勝に終わったが防御率は2位だった半田渚（この年からの登録名は「渚」）の2人が先発の軸となり、中盤戦から抑えに転向した中島につなぐリレーが確立。打線も川端を始め打点王経験者の川保と大倉三佳、前年本塁打も打った中平千佳など実力者が揃い、投打ともに充実した戦力を整えた。ティアラカップでは中盤まではフローラ、ディオーネとの三つ巴だったが、最後の6大会中5大会で優勝し、逆転でシーズン1位で年間女王決定戦に進出する。全19大会で最下位（1回戦、順位決定戦とも敗れる）になったことが1度もなく、シーズンを通して高い勝率を保ち続けた。女王決定戦では2位のフローラに2試合で1勝すれば女王となるレギュレーションであったが、第1戦に9－0で快勝し年間女王となった。一方女子野球ジャパンカップでは、決勝戦で4失策などミスが続出してディオーネに大敗し、2冠達成はならなかった。個人タイトル争いでも他の3チームに対して優位に立ち、川端がMVP（角谷賞）・首位打者・打点王・最高出塁率の4冠を獲得。特に打率は.431で、2011年に自らが記録した.406のリーグ記録を大幅に更新した[5]。投手では大田が最多勝、半田が最優秀防御率、中島が最多セーブのタイトルをそれぞれ獲得。ベストナインにも投手大田、捕手川保、遊撃手川端、外野手中平・大倉と最多の5人を送り込んだ。ただしベストナインの5人のうち大田・川保・大倉の3人はこの年限りで引退もしくは自由契約となっている[6][7][8]。

【公式戦結果】
- 39試合 25勝9敗5分 勝率.735【優勝】

【女王決定戦】
- イースト・アストライア9-0ウエスト・フローラ　※勝利したイースト・アストライアが、年間女王に

【タイトル受賞選手】
- 角谷賞（MVP）：川端友紀
- 打者部門
  - 首位打者／.431：川端友紀
  - 最多打点／34打点：川端友紀
  - 最高出塁率／.537：川端友紀
- 投手部門
  - 最多勝利／13勝：大田秀奈美
  - 最優秀防御率／1.59：渚
  - 最多セーブ／9セーブ：中島梨紗
- ベストナイン
  - 投手：大田秀奈美
  - 捕手：川保麻弥
  - 遊撃手：川端友紀
  - 外野手：中平千佳
  - 外野手：大倉三佳

#### 2014年
- 現役を引退したばかりの川保麻弥が1年で退任した片平晋作に代わって監督に就任。
- 専属コーチとして新たに前年限りで読売ジャイアンツを自由契約となり引退した辻内崇伸が就任。[12]
- プロ2年目ながらチーム最年長選手となった中島梨紗[13]が兼任コーチに就任。
- 他の3チームが主将を交替する中で、川端友紀が主将続投。
- かつて兵庫スイングスマイリーズの主将を務めた厚ヶ瀬美姫が移籍してきた。

【公式戦結果】
- 東地区・前期 14試合 8勝6敗0分 勝率.571【優勝】
- 東地区・後期 18試合 8勝10敗0分 勝率.444【2位】
- 東地区前後期優勝決定戦　イースト・アストライア5-1ノース・レイア ※勝利したイースト・アストライアが、女王決定戦に出場

【女王決定戦】
- 第1戦 イースト・アストライア0-6ウエスト・フローラ
- 第2戦 イースト・アストライア7-8ウエスト・フローラ ※ウエスト・フローラが、2戦先勝で年間女王に

【タイトル受賞選手】
- 打者部門
  - 最多勝利打点／5勝利打点：中平千佳
- ベストナイン
  - 三塁手：厚ヶ瀬美姫

### 2015年-2021年（埼玉アストライア）

#### 2015年
【公式戦結果】
- 前期 24試合 9勝13敗2分 勝率.409【3位】
- 後期 24試合 14勝10敗0分 勝率.583【2位】
- 年間順位 48試合 23勝23敗2分 勝率.500【2位】

【女王決定戦】
- 第1戦 埼玉アストライア15-9京都フローラ
- 第2戦 埼玉アストライア0-2京都フローラ ※前期・後期優勝の京都フローラが、アドバンテージ1勝と合わせ年間女王に

【タイトル受賞選手】
- 野手部門
  - 最多打点／31打点：山崎まり
  - 最多勝利打点／6勝利打点：山崎まり
- ベストナイン
  - 三塁手：山崎まり
  - 外野手：三浦由美子

#### 2016年
【公式戦結果】
- 前期 18試合 6勝11敗1分 勝率.352【3位】
- 後期 20試合 7勝12敗1分 勝率.368【3位】
- 年間総合 38試合 13勝23敗2分 勝率.361【3位】

【タイトル受賞選手】
- 野手部門
  - 最多本塁打／1本：楢岡美和
  - 最多安打／45安打：楢岡美和
- 投手部門
  - 最多ホールド／2ホールド：谷山莉奈
- ベストナイン
  - 三塁手：出口彩香
  - 外野手：楢岡美和
- ゴールデングラブ
  - 投手：宮原臣佳
  - 三塁手：出口彩香
  - 外野手：楢岡美和

#### 2017年
【公式戦結果】
- 44試合 22勝18敗4分 勝率.550【2位】

【女王決定戦】
- 第1戦 埼玉アストライア3-1兵庫ディオーネ
- 第2戦 埼玉アストライア5-0兵庫ディオーネ ※埼玉アストライアが、2戦先勝で年間女王に

【タイトル受賞選手】
- 角谷賞（MVP）：岩谷美里
- 野手部門
  - 首位打者／.441：岩谷美里
  - 最多本塁打／5本塁打：岩谷美里
  - 最多打点／38打点：岩谷美里
  - 最多安打／60安打：岩谷美里
  - 最高出塁率／.509：川端友紀
- 投手部門
  - 最多勝利／11勝：磯崎由加里
  - 最優秀防御率／1.59：谷山莉奈
  - 最高勝率／.846：磯崎由加里
  - 最多セーブ／7セーブ：萱野未久
  - 最多ホールド／2ホールド：萱野未久
- ベストナイン
  - 投手：磯崎由加里
  - 捕手：今井志穂
  - 二塁手：川端友紀
  - 三塁手：岩谷美里
  - 外野手：楢岡美和
- ゴールデングラブ
  - 捕手：今井志穂
  - 一塁手：奥村奈未
  - 二塁手：川端友紀
  - 三塁手：岩谷美里
  - 外野手：楢岡美和

#### 2018年
【公式戦結果】
- 42試合 17勝22敗3分 勝率.435【3位】

【タイトル受賞選手】
- 投手部門
  - 最多投球回／94回2/3：谷山莉奈
- ベストナイン
  - 一塁手：田口紗帆
  - 外野手：楢岡美和
- ゴールデングラブ
  - 投手：谷山莉奈
  - 一塁手：田口紗帆
  - 遊撃手：岩見香枝
  - 外野手：佐藤千尋

#### 2019年
【公式戦結果】
- 66試合 30勝28敗8分 勝率.517【2位】

【女王決定戦】中止
【タイトル受賞選手】
- 野手部門
  - 最多本塁打／3本塁打：田口紗帆
- 投手部門
  - 最優秀防御率／1.67：水流麻夏
- 最優秀新人賞：水流麻夏
- ベストナイン
  - 外野手：加藤優
- ゴールデングラブ
  - 一塁手：田口紗帆
  - 三塁手：田口紗帆
  - 外野手：中田友実

#### 2020年
- 2020年より埼玉アストライアのチーム名はそのまま、女子プロ野球の資金難により移動費を削減するため、本拠地を京都市にすることを発表。

【公式戦結果】
- 30試合 14勝14敗2分 勝率.500【2位】

【女王決定戦】
- 愛知ディオーネ3-0埼玉アストライア

#### 2021年
- 女子プロ野球在籍選手不足、アストライア所属選手全員退団のため中止。

## シーズン成績

### リーグ戦
- 2013年：リーグ1位、【年間女王】[10]
- 2014年：前期：東地区：1位、後期：東地区：2位[14]
- 2015年：前期3位、後期2位[17]
- 2016年：前期2位、後期3位[20]
- 2017年：リーグ2位、【年間女王】[22]
- 2018年：リーグ3位[31]
- 2019年：春季2位、夏季2位、秋季優勝、年間2位[32]
- 2020年：リーグ2位、年間2位

### 年間女王決定戦
- 2013年：優勝：11月9日・アストライア9 - 0フローラ【年間女王】[10]
- 2014年：準優勝：11月15日・アストライア7-8フローラ[33]
- 2015年：準優勝：10月11日・埼玉0-2京都[34]
- 2017年：優勝：10月30日・埼玉5-0兵庫【年間女王】[35]
- 2020年：準優勝：10月11日・埼玉0-3愛知

### 女子野球ジャパンカップ
- 2013年：準優勝[36]
- 2014年：準優勝[37]
- 2015年：準優勝[38]
- 2016年：準優勝[39]
- 2017年：優勝[40]
- 2018年：準決勝敗退[41]
- 2019年：優勝[42]